# SLC (787 m Extended)
Der SLC (787 m Extended) ist eine standardisierte Ausführung des Achterbahnmodells Suspended Looping Coaster (kurz SLC) des niederländischen Herstellers Vekoma. Von insgesamt 42 SLCs entsprechen nur zwei Auslieferungen dieser Bauart (siehe Auslieferungen).

## Streckenführung
Die 787 m lange Strecke erreicht eine Höhe von 31 m und verfügt über fünf Inversionen: ein Roll-over, der aus zwei Inversionen besteht, ein Sidewinder und ein doppelter Inline-Twist. SLCs (787 m Extended) basieren von den Elementen her auf jenen des SLC (765 m Extended with Helix), allerdings gibt es größere Abweichungen bezüglich des Layouts. Knickt der Sidewinder bei SLC (765 m Extended with Helix) nach links ab, so knickt er bei SLCs (787 m Extended) nach rechts ab. Die anschließende Helix wird entsprechend gegen den Uhrzeigersinn durchfahren, anstatt im Uhrzeigersinn. Auch die beiden anschließenden Inline-Twists werden in umgekehrter Richtung durchfahren. Die Ausfahrt der Inline-Twists führt dann unter dem Lifthill durch. Während sich bei den SLCs (765 m Extended with Helix) die gesamte Strecke rechtsseitig der Station befindet, ist dies bei den SLCs (787 m Extended) nur bis zu den Inline-Twists der Fall. Nachdem der Lifthill unterfahren wurde, befindet sich der Rest der Strecke linksseitig der Station.

## Züge
Die Züge der SLCs (787 m Extended) bestehen aus zehn einzelnen Sitzreihen mit jeweils zwei Sitzplätzen. Die Auslieferung an Siam Park City fährt mit zwei Zügen, während die andere Auslieferung mit nur einem Zug fährt.

## Auslieferungen
| Name                      | Freizeitpark                            | Ort                                                                      | Eröffnung | Schließung    | rcdb  | rcdb   | Internetauftritt |
| ------------------------- | --------------------------------------- | ------------------------------------------------------------------------ | --------- | ------------- | ----- | ------ | ---------------- |
| Suspended Looping Coaster | Suzhou Amusement Land                   | Suzhou, Jiangsu, Volksrepublik China                                     | 2003      | 31. Okt. 2017 | Daten | Bilder |                  |
| Vortex Pusing Lagi        | Siam Park City Jerudong Park Playground | Khan Na Yao, Bangkok, Thailand Bandar Seri Begawan, Brunei-Muara, Brunei | 2007 1997 | 2005–2006     | Daten | Bilder |                  |